# Alisotrichia alayoana
Alisotrichia alayoana är en nattsländeart som beskrevs av Lazar Botosaneanu 1977. Alisotrichia alayoana ingår i släktet Alisotrichia och familjen smånattsländor. Inga underarter finns listade i Catalogue of Life.